# Tren de cercanías

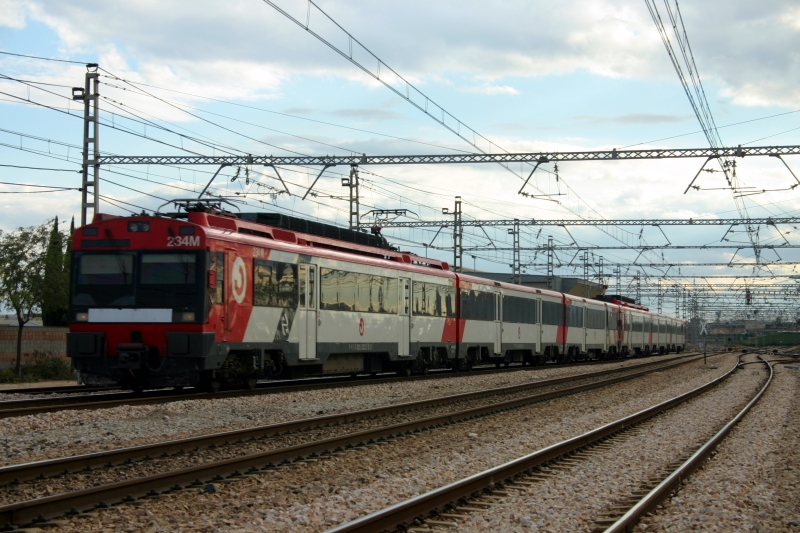
Un tren de la serie 440R perteneciente a la red de Cercanías Valencia en España. Año 2004.

Se denomina tren de cercanías o tren suburbano al sistema de transporte de pasajeros de corta distancia (menos de 100 km entre estaciones extremas) que presta servicios entre el centro de una ciudad y las afueras y ciudades dormitorio de esta u otras ciudades cercanas con un gran número de personas que viajan a diario. Los trenes operan de acuerdo a un horario, a velocidades que van desde 50 hasta 150 km/h.
El desarrollo de estos servicios de trenes está creciendo hoy en día, junto con el aumento de la conciencia pública de la congestión, la dependencia de los combustibles fósiles y otras cuestiones ambientales, así como el incremento de los costos de la propiedad en el centro de las ciudades, constituyéndose en una alternativa a otros medios.

## Características
Estos trenes operan según un horario en lugar de intervalos fijos. Sirven a zonas con menor densidad de población, y a menudo comparten las vías del ferrocarril con los servicios interurbanos de trenes o con los de carga (no obstante, en algunos casos para hacer más eficiente la operación y disminuir los tiempos de traslado de residentes de cercanías, se segrega la vía parcial o totalmente en su recorrido de los trenes de carga, que usualmente son lentos, dando por resultado que solo trenes de pasajeros puedan ser los que comparten las vías). Algunos servicios sólo funcionan durante las horas punta o pico. Los coches de los mismos pueden ser individuales o de dos niveles, y tienen el objetivo de proporcionar asientos para todos. Sus promedios de velocidad superior son considerables, pero las estaciones generalmente se encuentran a considerable distancia entre sí (más de 30 km), por lo que sus usuarios muchas veces deben recurrir a otro sistema de transporte para llegar a ellas.
En comparación con los trenes interurbanos, los trenes de cercanías tienen menos espacio, menos comodidades y en algunos casos carecen de portaequipaje y de servicio sanitario a bordo. Sus tarifas se fijan de acuerdo a las distancias a recorrer y solo prestan servicio de comunicación entre dos ciudades dentro de una misma área metropolitana, asimismo con el aumento de densidad poblacional en ciertas áreas, ha llevado a muchos operadores de trenes de cercanías a homologar sus frecuencias y horarios con los de un sistema de metro.

## Diferencias con otros sistemas de transporte
Este sistema de transporte se construye según las normas de un ferrocarril y se diferencia del metro y del tren ligero por las siguientes características:
- ... Poseen mayor número de coches y estos son más grandes.
- ... Tienen una menor frecuencia en sus servicios.
- ... Operan según horarios fijos y no a intervalos fijos de tiempo (en ocasiones homologados con los sistemas de Metro).
- ... Sirven a zonas de la ciudad con menor densidad de población, suburbanas y rurales.
- ... Comparten su ruta con otros trenes de pasajeros y de carga.
- ... Estos son más rápidos que los automóviles, particularmente en horas de embotellamientos.
- ... La rapidez de estos servicios resultan en una comodidad en sus traslados diarios haciendo que lugares que antes solían ser distantes, ahora sean más cercanos en teoría (esto porque las áreas metropolitanas a su vez ya tienen intrínsecamente relacionada su vida diaria ya sea trayectos de estudio, trabajo y ocio que se hacen en menor tiempo).

Su capacidad para poder coexistir con el transporte de mercancías o servicios interurbanos en la misma vía férrea puede reducir drásticamente los costos de construcción del sistema, ya que no cuenta con tramos subterráneos ni a desnivel. Sin embargo, a veces se construyen pasos a desnivel o elevados en el mismo para evitar retrasos, según el tipo de cruce entre tránsito ferroviario, motorizado y peatonal se planea que sea como se mencionó antes, que este sea a desnivel o justamente con un paso por medio de viaducto elevado.
En algunos casos, se han creado sistemas híbridos entre un tren y un metro, funcionando en túneles bajo la ciudad, en trincheras o en vías elevadas del suelo, como en los casos de cercanías de Valencia, el RER en París, los trenes metropolitanos de Buenos Aires.

## Redes de trenes de cercanías en ciudades de países de habla hispana

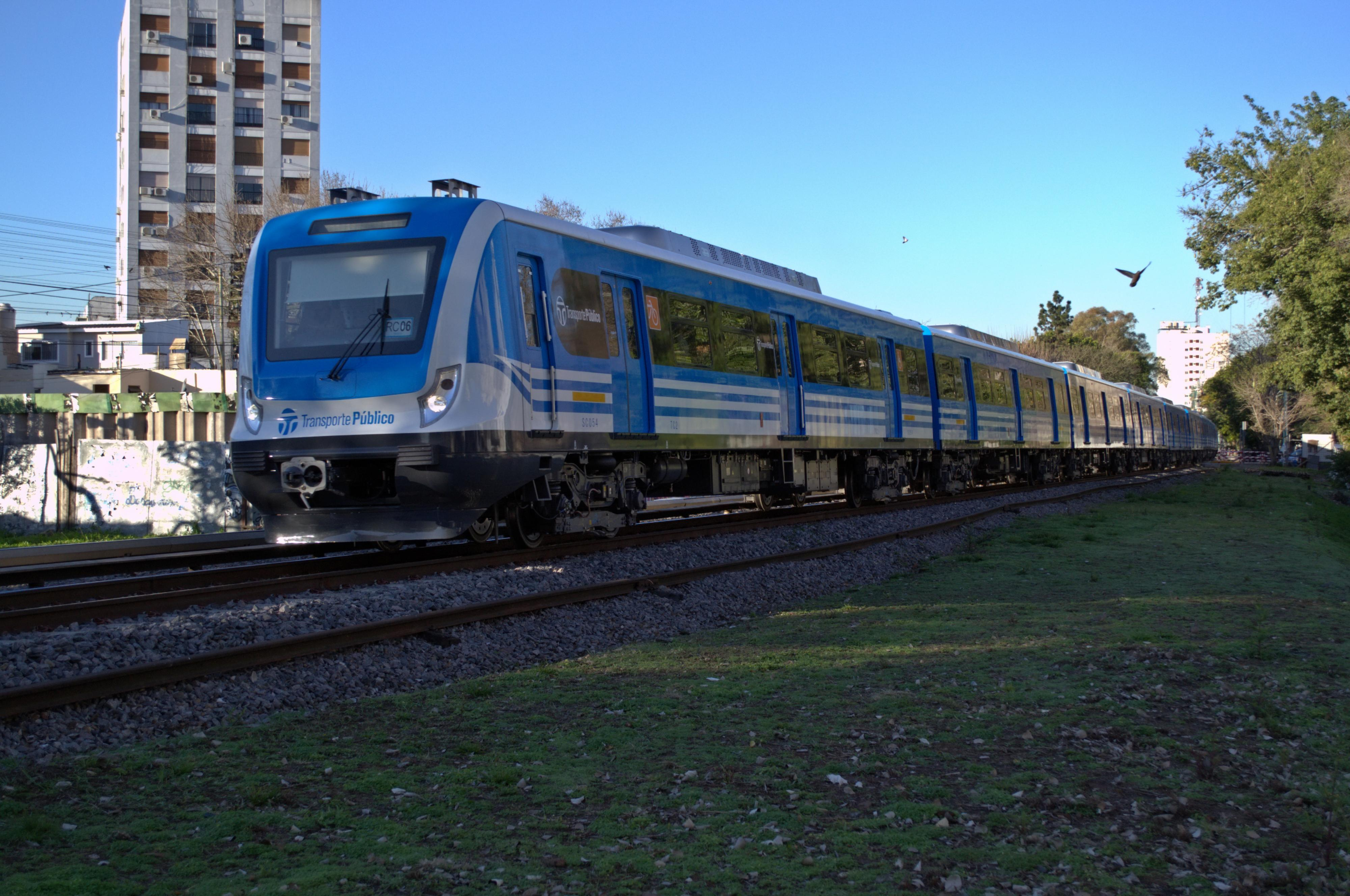
Tren de la Línea Sarmiento perteneciente a la red de Ferrocarriles metropolitanos de Buenos Aires.

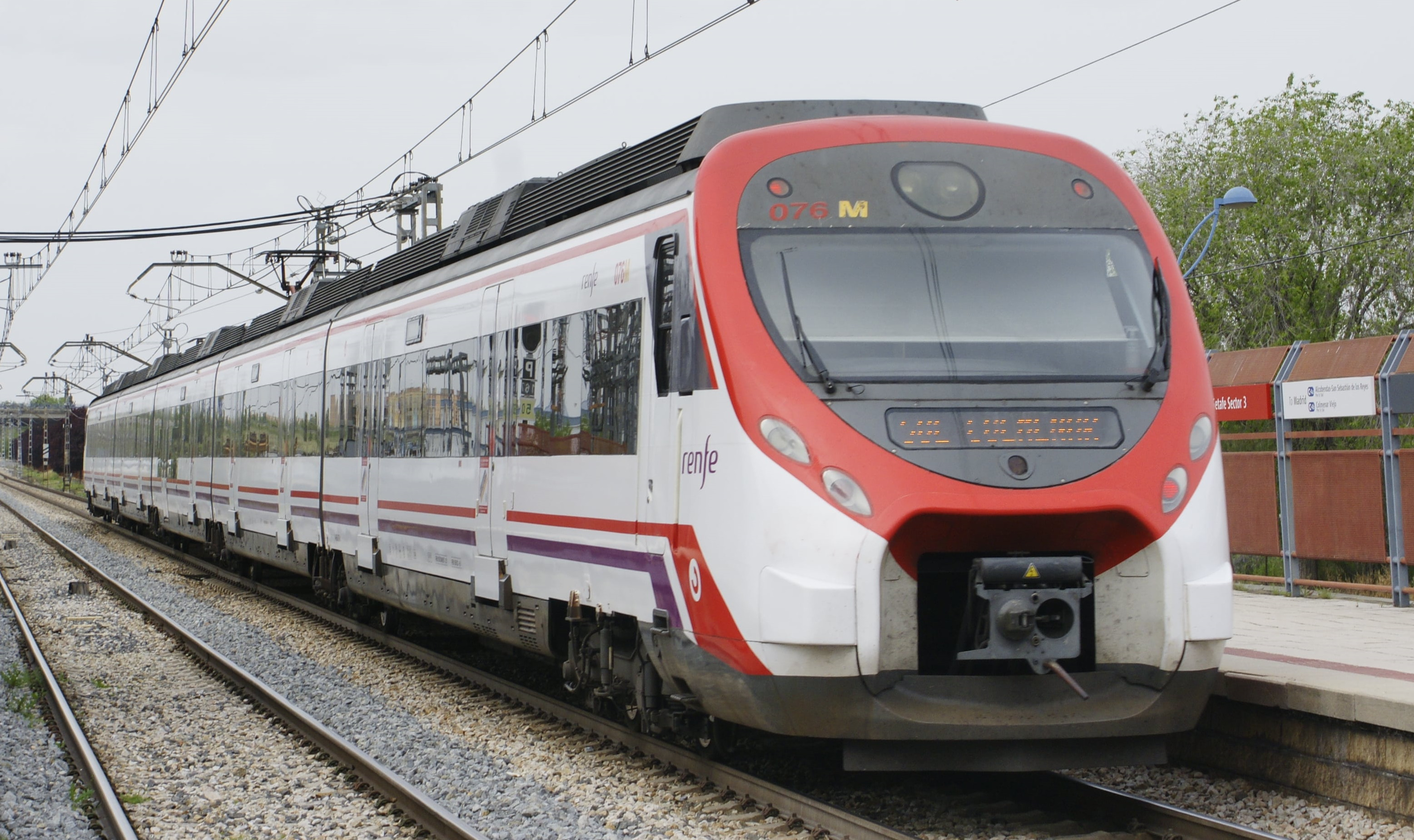
Tren Civia en la estación de Getafe Sector 3, en Madrid.

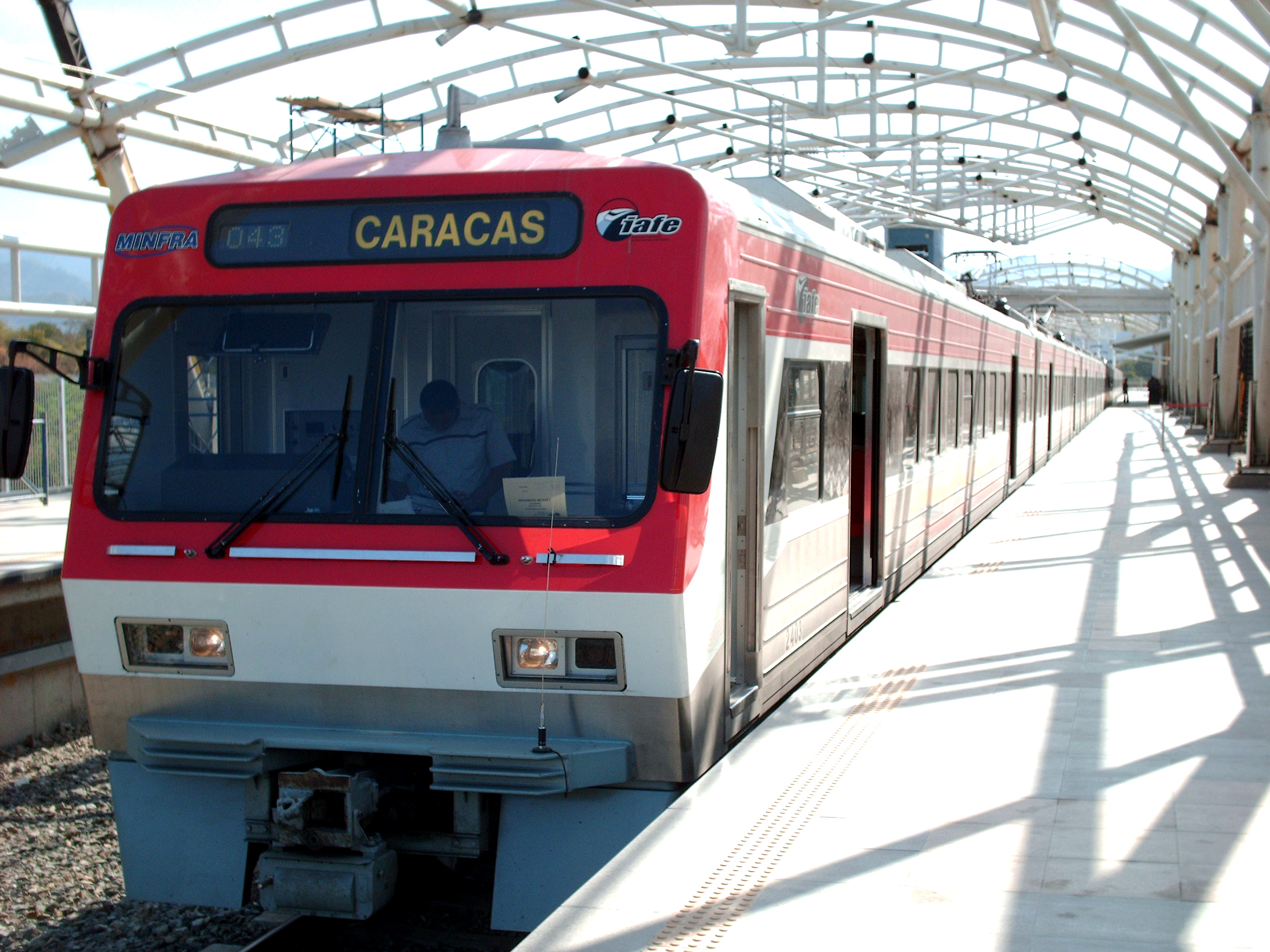
Tren detenido en la estación Cúa cerca de Caracas.

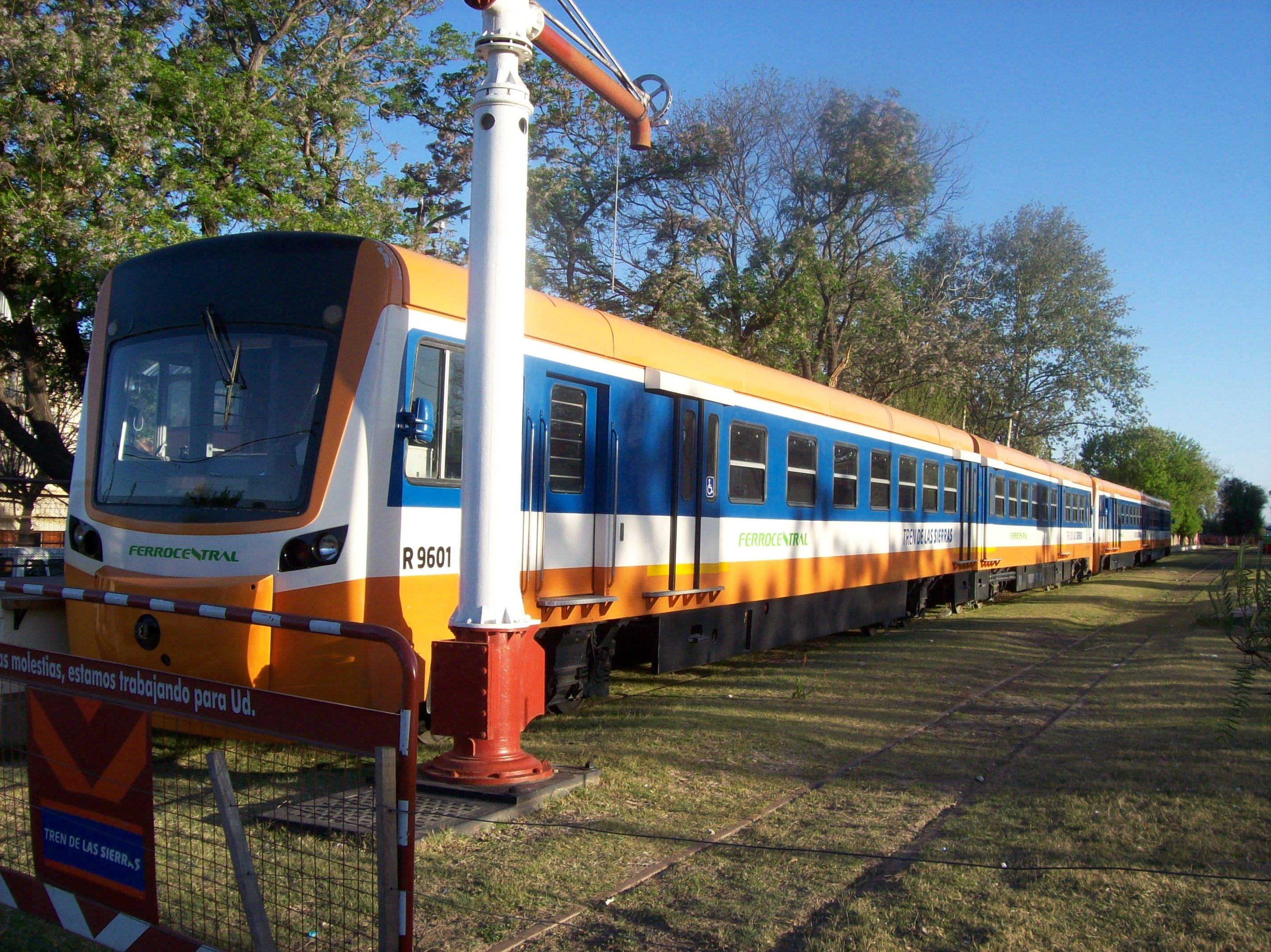
Formación del tren serrano que une Córdoba (Argentina) con localidades de las sierras. Las mismas unidades se utilizan para el servicio urbano.

### América
- Argentina
  - Buenos Aires: Ferrocarriles metropolitanos de Buenos Aires
  - Tren de las Sierras (une Córdoba Capital con localidades del Valle de Punilla)
  - Santa Fe: Rosario - Cañada de Gómez
  - Resistencia: Servicios Ferroviarios del Chaco
  - Paraná
  - Salta
  - Mendoza: Metrotranvía de Mendoza
  - Neuquén
  - Posadas
  - Santiago del Estero: Fernández - La Banda

- Bolivia
  - Santa Cruz de la Sierra: Tren Urbano de Santa Cruz (Actualmente y hasta finales de 2011 como tren de media distancia Santa Cruz-Montero).

- Chile: Empresa de los Ferrocarriles del Estado
  - Santiago de Chile: Tren Nos-Estación Central
  - Rancagua: Tren Rancagua-Estación Central
  - Talca: Tren Talca-Constitución
  - Melipilla: Tren Melipilla-Estación Central (en ejecución)
  - Batuco: Tren Batuco-Quinta Normal (en ejecución)
  - Concepción: Biotrén
  - Valparaíso: Tren Limache-Puerto
  - Temuco: Tren Victoria-Temuco
  - Chillán: Tren Chillán-San Carlos (marcha blanca)

- Colombia
  - Bogotá: RegioTram de Occidente
  - Sabana de Bogotá: Tren de la Sabana
  - Cercanías de Cali

- Costa Rica
  - Tren Interurbano en la Gran Área Metropolitana

- Estados Unidos

- - Chicago, Illinois: Metra
  - Los Ángeles, California: Metrolink
  - Miami, Florida: Tri-Rail
  - New York City, New York: Ferrocarril de Long Island, Ferrocarril Metro-North y New Jersey Transit Rail Operations
  - Filadelfia, Pensilvania: Ferrocarril Regional SEPTA
  - San Diego, California: NCTD Coaster
  - San Francisco, California: Caltrain
  - San José, California: Altamont Corridor Express
  - Seattle, Washington: Ferrocarril Regional Sounder
  - Washington D. C.: MARC Train, y Virginia Railway Express

- México
  - Ferrocarril Suburbano del Valle de México (Ciudad de México y Estado de México)
  - El Insurgente, en construcción (Ciudad de México y México)[1]
  - Tren suburbano de Monterrey, en proyecto (Nuevo León).
  - Línea 4 del Tren Eléctrico Urbano de Guadalajara (en construcción)

- Paraguay
  - Encarnación

- Perú
  - Lima: Tren de cercanías Lima - Chosica (proyectado 2026)

- Uruguay
  - Montevideo:Ferrocarriles metropolitanos de Montevideo

- Venezuela
  - Caracas: Sistema Ferroviario Central

### Europa
- España: Ferrocarriles de cercanías de España